# Forum of Arctic Research Operators
Forum of Arctic Research Operators, FARO, är en relativt informell sammanslutning av 18 länders organisationer med operativa resurser och forskningsinfrastruktur i Arktis, främst fartyg och stationer.

## Syfte och organisation
FARO arbetar med kunskapsutbyte, samordning och operativt stöd åt vetenskaplig forskning i Arktis, och uppmuntrar till internationellt samarbete bland alla som är involverade i Arktisforskning. Forumet började formeras 1998, och har sitt sekretariat på Århus universitet i Roskilde. Polarforskningssekretariatet är svensk medlem i FARO.

## Medlemmar
- Danmark/Grönland - Århus universitet
- Finland - Arktiska centret vid Lapplands universitet, Rovaniemi;  Thule-institutet, Oulu
- Frankrike - Institut Polaire Français (IPEV)
- Island - The Icelandic Centre for Research
- Italien - The National Research Council Polar Network
- Japan- National Institute of Polar Research
- Kanada - Natural Resources Canada
- Kina - Kinas polarforskningsinstitut
- Nederländerna - Arctic Centre, Universitetet i Groningen
- Norge - Norsk Polarinstitutt
- Polen - Committee on Polar Research Polish Academy of Sciences
- Portugal - Fundação para a Ciência e Tecnologia, Programa Polar Português
- Ryssland - Arctic and Antarctic Research Institute
- Storbritannien - British Antarctic Survey
- Sverige - Polarforskningssekretariatet
- Sydkorea - KOPRI
- Tjeckien - Centre for Polar Ecology, University of South Bohemia
- Tyskland - Alfred-Wegener-Institutet
- USA - National Science Foundation, Polar Programs
- Österrike - Austrian Polar Research Institute (APRI)